# Canal vitellin
 (février 2020).
Si vous disposez d'ouvrages ou d'articles de référence ou si vous connaissez des sites web de qualité traitant du thème abordé ici, merci de compléter l'article en donnant les références utiles à sa vérifiabilité et en les liant à la section « Notes et références ».

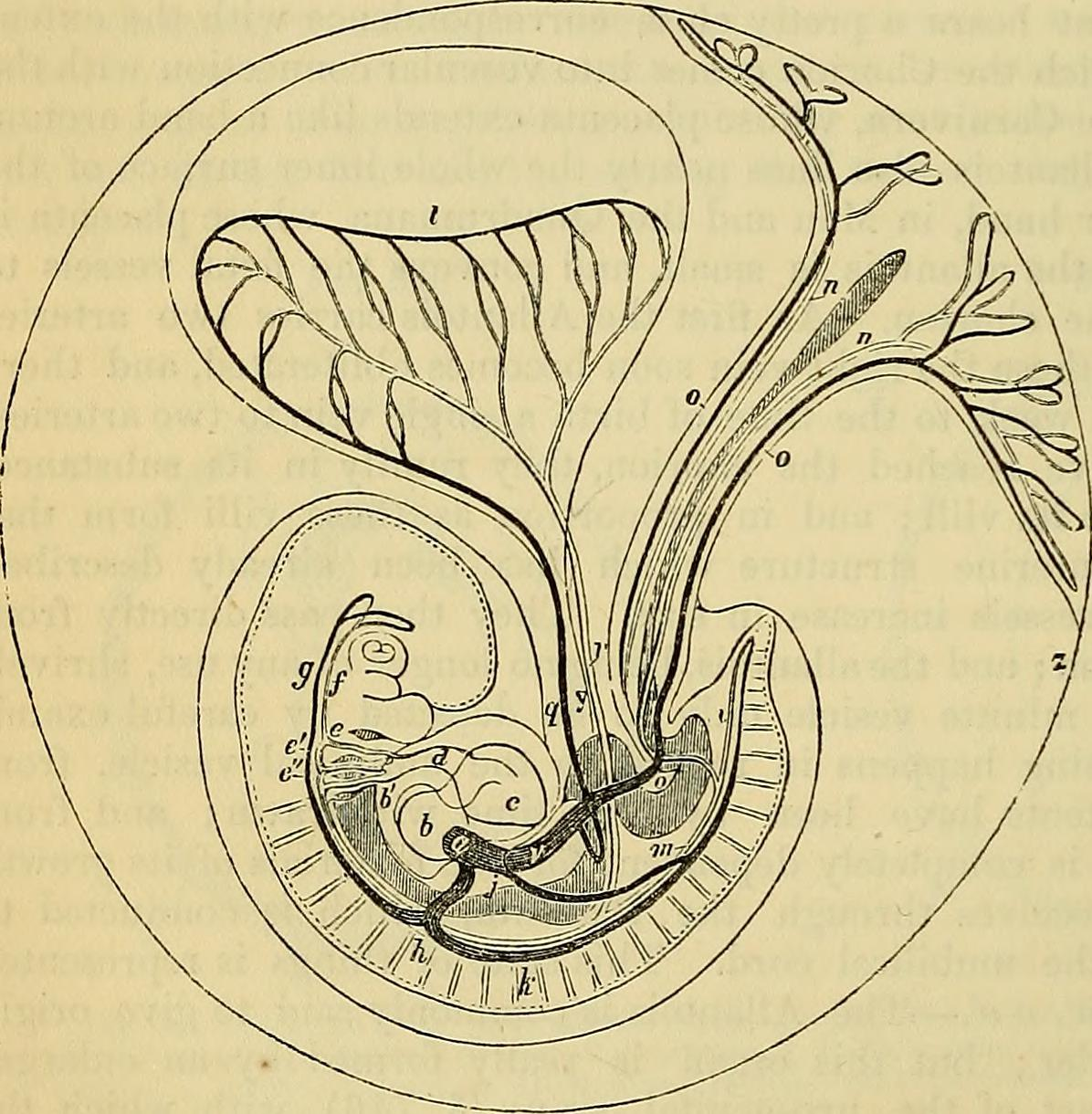
Embryon avec le canal vitellin reliant la vésicule vitelline.

Dans l'embryon humain, le canal vitellin ou le canal omphalomésenterique, est un long tube étroit qui rejoint la vésicule vitelline à la lumière de l'intestin moyen du fœtus en développement. Elle apparaît à la fin de la quatrième semaine, lorsque le sac vitellin présente l'apparence d'une petite vésicule en forme de poire (la vésicule ombilicale). 